# Катастрофа Ан-8 у Гостомелі
Катастрофа Ан-8 в Гостомелі — авіаційна катастрофа, що сталася в середу 16 вересня 1964 року в аеропорту Гостомель в Гостомелі (Київська область). Авіалайнер Ан-8РУ мав виконувати випробувальний рейс над Київською областю (з реактивними прискорювачами), але під час зльоту з Гостомельського аеропорту «Антонов» пілоти втратили управління над літаком через відмову двигуна і літак впав навіть не злетівши. Всі 7 членів екіпажу, що знаходилися на його борту, загинули.
Точну причину авіакатастрофи так і не вдалось встановити. Можлива причина: зліт із поставленими на упор гвинтами.